# Spodnja Jablanica
Spodnja Jablanica – wieś w Słowenii, w gminie Šmartno pri Litiji. W 2018 roku liczyła 77 mieszkańców.